# Марк Юний Юнк
Марк Ю́ний Юнк (лат. Marcus Iunius Iuncus; I век до н. э.) — римский политический деятель из плебейского рода Юниев, продвинувшийся в своей карьере до претуры включительно. Время его жизни точно неизвестно.

## Биография
Марк Юний упоминается только в одной латинской надписи (CIL VI 3837b), датируемой периодом правления Октавиана Августа (между 27 годом до н. э. и 14 годом н. э.). Из её текста следует, что Юнк последовательно занимал должности квестора, народного трибуна и претора. Точных датировок нет. 
Когномен Марка, Iuncus или Juncus, в переводе с латыни означает «ситник, камыш». Известно, что Марк Юний был женат на дочери некоего Луция Сатрия.